# Plesiosauridae
Los plesiosáuridos (Plesiosauridae) son una familia extinta de reptiles marinos plesiosauroideos, parte del orden Plesiosauria. Fue nombrada en 1825 por John Edward Gray. 
De acuerdo con el análisis filogenético realizado por Frank O'Keefe a Plesiosaurus dolichodeirus, la especie tipo de la familia, estaba cercanamente emparentado a Hydrorion brachypterygius y a Seeleyosaurus guilelmiimperatoris (si bien el autor los consideraba parte del género Plesiosaurus), y estas tres especies forman un grupo hermano de todos los demás miembros de Plesiosauroidea.
Algunos autores incluyeron entre las especies de Plesiosauridae a Plesiosaurus y a Attenborosaurus. De acuerdo con la definición filogenética presentada por Ketchum y Benson, el grupo Plesiosauridae incluye a todos los plesiosáuridos más estrechamente relacionados con Plesiosaurus dolichodeirus que a Cryptoclidus eurymerus, Elasmosaurus platyurus, Leptocleidus superstes o a Polycotylus latipinnis. Se realizó un análisis filogenético según la cual lo que se define a los plesiosáuridos como todas las especies que pertenecían al género Plesiosaurus como P. dolichodeirus y otras ahora reclasificadas como Hydrorion brachypterygius,  Seeleyosaurus guilelmiimperatoris, Occitanosaurus tournemirensis y Microcleidus homalospondylus. Este grupo es soportado por cuatro sinapomorfías inequívocas. En esta definición Plesiosauridae ya no incluye a Attenborosaurus conybeari, que fue uno de los pocos plesiosaurios, que se separó del linaje de Plesiosauria antes de que se dividiera entre los Plesiosauroidea y los Pliosauroidea.
Cladograma de Plesiosauridae según Ketchum y Benson (2010)
|  | \| \| Hydrorion \| \| \| \| \| \| Occitanosaurus \| \| \| \| |
|  |                                                              |
|  | Microcleidus                                                 |
|  |                                                              |
|  | Hydrorion                                                    |
|  |                                                              |
|  | Occitanosaurus                                               |
|  |                                                              |

|  | Hydrorion      |
|  |                |
|  | Occitanosaurus |
|  |                |

|  | Plesiosaurus  |
|  |               |
|  | Seeleyosaurus |
|  |               |

|  | \| \| Hydrorion \| \| \| \| \| \| Occitanosaurus \| \| \| \| |
|  |                                                              |
|  | Microcleidus                                                 |
|  |                                                              |
|  | Hydrorion                                                    |
|  |                                                              |
|  | Occitanosaurus                                               |
|  |                                                              |

|  | Hydrorion      |
|  |                |
|  | Occitanosaurus |
|  |                |

|  | Plesiosaurus  |
|  |               |
|  | Seeleyosaurus |
|  |               |